# BWO (banda)
Bodies Without Organs o BWO es un grupo sueco de música dance formado en 2003 por Alexander Bard, Marina Schiptjenko y Martin Rolinski como vocalista.

## Biografía
Bodies Without Organs, también conocidos desde su segundo trabajo como BWO es un grupo dance sueco de éxito en Escandinavia y algunos países de Europa del este. Está formado por Alexander Bard (ex componente de los Army of Lovers), Marina Schiptjenko y Martin Rolinski, este último elegido por los dos primeros tras un casting en el cual Martin les pareció el candidato perfecto.
Con su primer álbum, "Prototype" lanzado en marzo de 2005, consiguieron siete singles top-20 en Escandinavia y Europa del Este, aparte del disco de platino en Suecia por superar las 60.000 copias vendidas tras 56 semanas en la lista. Algunos de los temas más conocidos del álbum son Living In A Fantasy, Conquering America, Open Door o Sunshine In The Rain.
Tras participar en los meses de febrero y marzo en el Melodifestivalen 2006 (preselección sueca para Eurovisión) quedando segundos con el tema Temple Of Love, lanzaron su segundo trabajo titulado "Halcyon Days", que entró directamente el número 1 de la lista de álbumes sueca llegando al disco de oro en su primera semana. Asimismo, Temple Of Love alcanzó el primer lugar en singles, convirtiéndose no sólo en su primer sencillo top-10 en Suecia, sino también en su primer número uno.
En diciembre de 2006 se publicó el disco de remezclas "Halcyon Nights". Contiene versiones de las canciones más conocidas a cargo de productores como Emil Hellman (Soundfactory), Carl Rydén, Johan S y Credheadz.
En septiembre de 2007, se lanzó su nuevo disco, "Fabricator", con canciones algo más maduras, producción más densa y melodías más trabajadas. Aun así, sus singles no recibieron la acogida de anteriores intentos.
En 2008 participaron en el Melodifestivalen 2008, con el tema Lay Your Love On Me, obteniendo el tercer lugar. En el mes de abril, publicaron su primer disco recopilatorio, "Pandemonium", que está disfrutando de un gran éxito popular. Además de casi todos sus singles entre 2004 y 2007, se incluyen tres canciones nuevas: Barcelona, Bells Of Freedom (escogida como canción oficial del Europride 2008 de Estocolmo) y la ya mencionada Lay Your Love On Me.
En marzo de 2009 vuelven a participar en el Melodifestivalen con la canción "You're Not Alone", que se convierte en primer sencillo de su primer álbum para la discográfica Bonnier Amigo. El álbum se lanza el 1 de abril de 2009 y lleva como título "Big Science".
En 2010 el grupo anuncia su separación y sus tres miembros se embarcan en distintos proyectos por separado. Martin Rolinski inicia una carrera como solista, Alexander Bard se une a la banda Gravitonas, y Marina Schiptjenko se reunió con la banda Page para hacer un disco y una gira. Los tres miembros han declarado que esta separación fue amistosa, y no cierran las puertas a futuras colaboraciones juntos ya sea como BWO o de cualquier otra forma.

## Discografía

### Álbumes
| Fecha de publicación | Nombre                                          | Pos. Suecia | Ventas/Certificación                        |
| -------------------- | ----------------------------------------------- | ----------- | ------------------------------------------- |
| Marzo de 2005        | Prototype Álbum de estudio (1)                  | 2           | Ventas Suecia: 60.000 Cert. Platino (01/06) |
| abril de 2006        | Halcyon Days Álbum de estudio (2)               | 1           | Ventas Suecia: 30.000 Cert. Oro (04/06)     |
| Diciembre de 2006    | Halcyon Nights Álbum de remixes                 | -           | -                                           |
| Septiembre de 2007   | Fabricator Álbum de estudio (3)                 | 6           | -                                           |
| abril de 2008        | Pandemonium Álbum recopilatorio (+temas nuevos) | 3           | Ventas Suecia: 30.000 Cert. Oro (04/08)     |
| abril de 2009        | Big scencie Álbum recopilatorio (+temas nuevos) |             | Ventas Suecia: Cert. Oro (04/08)            |

### Sencillos
- Prototype:
  - 2004 - "Living In A Fantasy" #44
  - 2004 - "Conquering Amierca" #27
  - 2005 - "Sixteen Tons of Hardware" #11
  - 2005 - "Gone" #40
  - 2005 - "Open Door" #28
  - 2005 - "Sunshine In The Rain" #12

- Halcyon Days:
  - 2006 - "Temple of Love" #1
  - 2006 - "We Could Be Heroes" #26
  - 2006 - "Will My Arms Be Strong Enough" #39
  - 2006 - "Chariots Of Fire" #45

- Fabricator:
  - 2007 - "Save My Pride" #14
  - 2007 - "Let It Rain" #23
  - 2007 - "Rhythm Drives Me Crazy" #35
  - 2007 - "The Destiny Of Love" #56
  - 2007 - "Give Me The Night"

- Pandemonium:
  - 2008 - "Lay Your Love On Me" #2
  - 2008 - "Barcelona" #56
  - 2008 - "Bells Of Freedom" #15

- Big Scencie:
  - 2009 - "You're Not Alone" #11
  - 2009 - "Right Here Right Now" #28
  - 2009 - "Rise to the Occasion"